# Grynig påskrislav
Grynig påskrislav (Stereocaulon incrustatum) är en lavart som beskrevs av Flörke. Grynig påskrislav ingår i släktet Stereocaulon och familjen Stereocaulaceae.  Arten är reproducerande i Sverige. Inga underarter finns listade i Catalogue of Life.